# 木下登

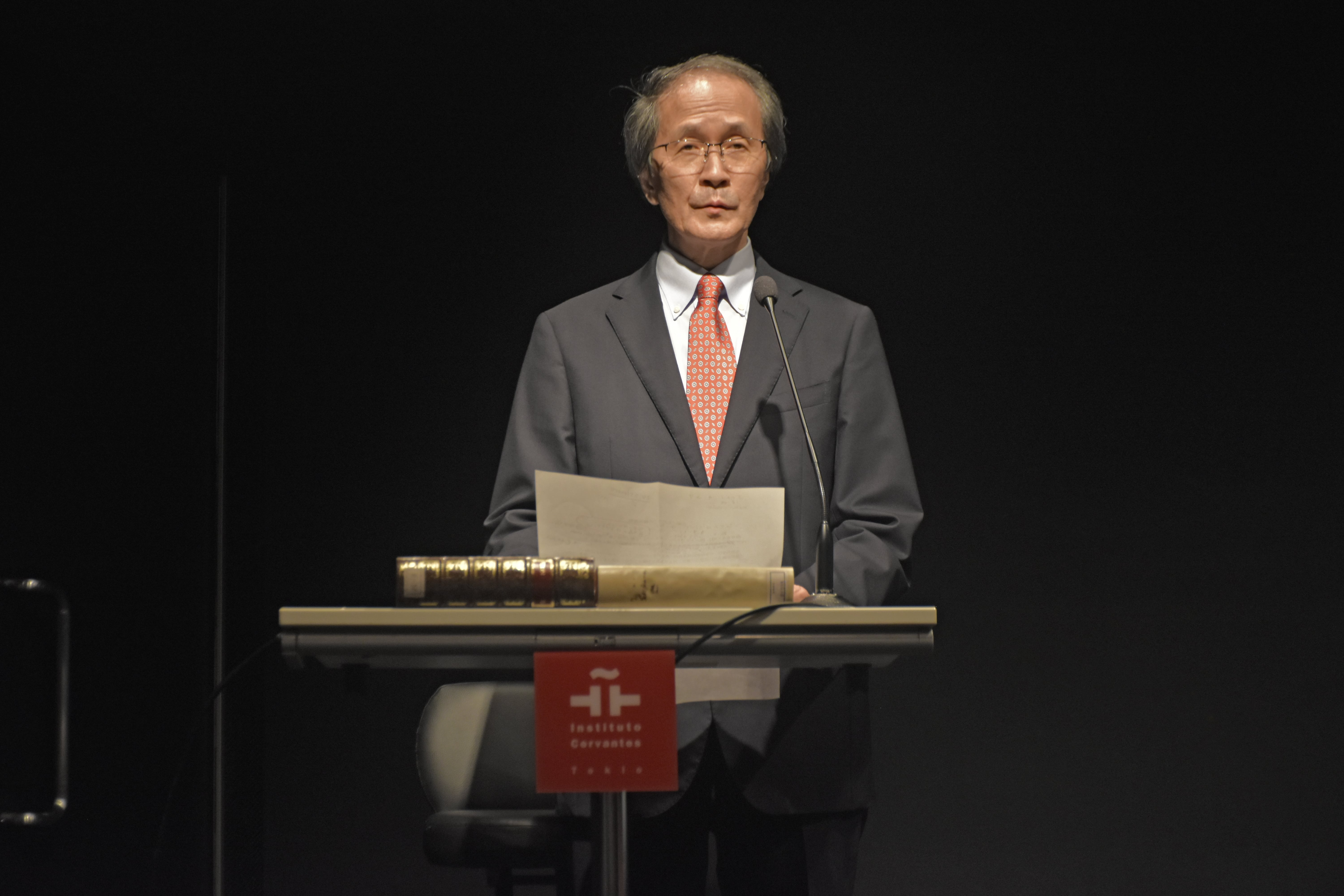
インスティトゥト・セルバンテス東京にて（2021年）

木下 登（きのした のぼる、1948年 - ）は、日本の哲学者。専門は、スペイン哲学。学位は哲文学博士（サラマンカ・カトリック大学／スペイン国文部科学省）。スペイン国インスティトゥト・セルバンテス 学術機構 “カテドラ（Cátedra）”名誉顧問、公益財団法人日本スペイン協会代表理事、学校法人愛知医科大学評議員、日本サラマンカ大学友の会常務理事、社会福祉法人聖霊会理事、スペイン国営インスティトゥト・セルバンテス東京《日本におけるスペイン語の展望台》組織員、南山大学名誉教授。
スペイン国での長期留学を経て、南山大学外国語学部講師となり、同大学助教授、教授、外国語学部長、大学院国際地域文化研究科長、国際担当副学長を歴任するとともに、日本イスパニヤ学会会長、日本・スペイン・ラテンアメリカ学会（CANELA）会長などを務めた。

2023年3月2日、スペイン国王の勅令により、教育、科学、文化、研究において多大な貢献を行ったスペイン人または外国人に授与されるスペイン国の文化勲章、「賢王アルフォンソ十世勲章十字章」（Cruz de Alfonso X El Sabio）を授与された。

## 来歴

### 恩師との出会い
1968年、南山大学外国語学部イスパニヤ科に入学。大学では、ペドロ・シモン教授と出会い、その後、半世紀におよぶ師弟関係が始まった。卒業に際して、当時イスパニヤ学科長であったシモン教授からスペイン最古の大学都市サラマンカにおける長期留学を勧められるとスペイン留学を即断した。
大学では探検部員として活動し、豊橋市郊外に貴重な五層構造をもった鍾乳洞を発見し、これがスペイン留学時にアルタミラ洞窟を始めスペイン北部に位置する旧石器時代の洞窟を訪れるきっかけとなった。

### 10年におよぶスペイン留学
1972年、南山大学を卒業。その夏にはスペイン政府給費留学生としてスペインに渡り、サラマンカ大学哲文学部に入学した。スペインイスラーム思想研究の泰斗ミゲル・クルス・エルナンデス博士、後に学位論文の指導を受けたエンリケ・リベラ博士、シリロ・フローレス教授、アントニオ・エレディア教授等の下で西欧中世哲学の研究を始めた。専門課程では、恩師たちの勧めを受けて、道一本隔てて所在するサラマンカ・カトリック大学にて修士課程そして博士課程を修めた。

### 哲学者として
1981年に哲文学の博士号を取得。1983年からは南山大学で教壇に立ち、日本ではまだ知られるところの少なかったスペイン思想の講義を続けた。学会活動においては、日本イスパニヤ学会の発展に努める一方で、ペドロ・シモン教授、フェリペ・カルバホ教授、大垣貴志郎教授、坂東省次教授等と共に、共通言語をスペイン語とする日本・スペイン・ラテンアメリカ学会（CANELA）を創立した。

### 日本とスペイン語圏諸国間の交流発展をめざして
2010年には、林屋永吉元駐スペイン大使に師事し、自らの学問世界をラテンアメリカに広げた。2016年には、カルロス・アルマダ駐日メキシコ全権大使の依頼を受け、『マヤ神話 ポポル・ヴフ』を最初の企画から55年の時を経て刊行することに貢献した。
2018年には、世界にスペイン語とスペイン語圏の文化を広めるスペイン国国際機関インスティトゥト・セルバンテスに学術機構“カテドラ”が設立されると名誉顧問に就任した。同機構において、科学、医学、建築学、環境学、人文学を始めとする学術分野におけるスペインの国際的業績を世界に発信する一方、2019年からは、公益財団法人日本スペイン協会代表理事として日本とスペイン語圏諸国間の交流発展に努めている。

## 社会活動
- 1990年 スペイン民放テレビ Antena3・中部日本放送（CBC）姉妹提携 コーディネーター
- 1992年 三重県 田川亮三知事 文化担当顧問（三重県・バレンシア州姉妹提携）
- 1994年 株式会社「志摩スペイン村」アドバイザー
- 2003年 社会福祉法人聖霊会 評議員
- 2005年 万国博覧会＜愛・地球博＞「スペイン文化と現代」（スペイン国万国博覧会公社＋スペイン国営インスティトゥト・セルバンテス＋オルテガ財団＋南山大学）コーディネーター
- 2008年 日本サラマンカ大学友の会 理事
- 2010年 スペイン国営インスティトゥト・セルバンテス東京《日本におけるスペイン語の展望台》組織員
- 2014年 日本サラマンカ大学友の会 常務理事
- 2017年 愛・知・みらいフォーラム 理事
- 2018年 公益財団法人日本スペイン協会 業務執行理事
- 2018年 日本国際飢餓対策機構 世界食料デー名古屋大会 実行委員
- 2018年 スペイン国インスティトゥト・セルバンテス 学術機構“カテドラ” 名誉顧問
- 2018年 日本サラマンカ大学友の会創立20周年に際して、天皇・皇后より御所の茶会に招待される（執行役員4名，6月20日）
- 2019年 学校法人愛知医科大学 評議員
- 2019年 木下正三主宰レイオーディオ 特別顧問
- 2019年 社会福祉法人聖霊会 業務執行理事
- 2019年 公益財団法人日本スペイン協会 代表理事

## 日本語による主要著作
- 『紫陽花色のスペイン』［共著, 写真:田沼武能］（全国書籍出版，1992）
- 「ハビエル・スビリと「近代哲学」の破綻―現象学を前にしてのスビリとオルテガ（1910-1936）―」『アカデミア』人文・社会科学編59号（1994）pp. 89-118
- 『ルイス・ビーベス―哲学者の責務―』［翻訳］（全国書籍出版，1994）
- 『吹き抜ける風―スペインと日本，ちょっと比較文化論―』（行路社，1995）
- 「ドミニクス・グンディサリヌスの学問分類」『中世の学問観』（創文社，1995）pp. 149-166
- 「ルイス・ビーベスとヨーロッパ―平和思想をめぐる一考察―」『南山大学ヨーロッパ研究センター報』3（1997）pp. 69-92
- 「スペインの思想」『スペイン学を学ぶ人のために』（世界思想社，1997）pp. 207-228
- 「アメリコ・カストロの思想―アンドレス・アモロスとの対話から―」『南山大学ヨーロッパ研究センター報』8（2002）pp. 31-50
- 「スペインの現代思想」『現代スペイン読本』（丸善，2008）pp. 126-135
- 『新版 スペイン語の手紙』（白水社，2013）
- 「ハビエル・スビリとラテンアメリカ―スビリ思想のラテンアメリカにおける受容についての一考察―」『アカデミア』人文・自然科学編第6号（2013）pp. 33-47
- 『ポルトガル日記 1941-1945』ミルチャ・エリアーデ著, ［共訳: 奥山倫明, 宮下克子］（作品社，2014）
- 『マヤ神話 ポポル・ヴフ』（西日二言語版, 邦訳:林屋永吉, 挿絵:ディエゴ・リベラ, 緒言:三島由紀夫）［監修］（FCE,メキシコ, 2016）
- 『日本の新聞に見るスペイン内戦』キュレーター：川成洋/木下登，インスティトゥト・セルバンテス東京 （Centro Virtual Cervantes, 2020

## 外国語による主要著作
- ‟De processione mundi”（Universidad Pontificia de Salamanca, 1977）
- ‟Notas sobre el pensamiento actual japonés”, Cuadernos salmantinos de filosofía（1984）pp. 637-644
- El pensamiento filosófico de Domingo Gundisalvo（Ediciones Universidad Pontificia de Salamanca, 1988）
- ‟La presencia de la filosofía española en Japón―en torno a Miguel de Unamuno―”, Actas del V Seminario de la Filosofía Española e lberoamericana（1988）pp. 275-282
- ‟La contribución filosófica de la Península lbérica en el siglo XII”, CANELA I（1990）pp.10-42
- “Xavier Zubiri en Japón”, Balance y Perspectivas de la Filosofía de Xavier Zubiri,（Editorial Comares, Granada, 2004）pp. 805-812
- "La teoría de la teología de la liberación en Japón", Historia, ética y ciencia. El impulso crítico de la filosofía de Zubiri,（Editorial Comares, Granada，2007）pp. 529-534
- “Kitaro Nishida ante Leibniz: En torno a su estudio《Guiado por la armonía preestablecida hacia una filosofía de la religión》”,［Coautor: Tomonori Kinoshita］, La Monadología de Leibniz a debate,（Editorial Comares, Granada, 2016）pp. 301-303
- “Ortega en Japón: expansión de su ideología”,［Coautor: Tomonori Kinoshita］, Acts del　II Congreso Internacional sobre el español y la cultura hispánica en Japón,（Centro Virtual Cervantes http://cvc.cervantes.es/, 2015）pp. 85-89
- “The role of Japanese learned societies in Spanish language learning and international exchange of Spanish and Latin American culture in Japan”, The teaching of foreign languages in Japan and international academic activities,（ASAHIPRESS，2016）pp. 105-111
- La guerra civil española en la prensa japonesa, proyecto comisariado por Yo Kawanari y Noboru Kinoshita, Instituto Cervantes de Tokio, (Centro Virtual Cervantes, 2020)